# Joni Huntley
Joni Huntley (eigentlich: Johanna Luann Huntley, verh. Rueter; * 4. August 1956 in McMinnville, Oregon) ist eine ehemalige US-amerikanische Hochspringerin.
Von 1974 bis 1977 wurde Huntley viermal in Folge US-Meisterin im Hochsprung. Außerdem gewann sie zwischen 1974 und 1981 weitere vier nationale Titel in der Halle. Ihr erster großer internationaler Erfolg war ihr Sieg bei den Panamerikanischen Spielen 1975 in Mexiko-Stadt.
Bei den Olympischen Spielen 1976 in Montreal belegte sie mit einer übersprungenen Höhe von 1,89 m den fünften Rang. Die folgenden Olympischen Spiele 1980 in Moskau verpasste sie wegen des Boykotts der US-Mannschaft. 1983 wurde sie bei den Panamerikanischen Spielen 1983 in Caracas Dritte.
Den Höhepunkt ihrer Karriere erlebte Huntley bei den Olympischen Spielen 1984 in Los Angeles. Im Finale stellte sie eine persönliche Bestleistung von übersprungenen 1,97 m auf, mit der sie hinter der Deutschen Ulrike Meyfarth (2,02 m) und der Italienerin Sara Simeoni (2,00 m) die Bronzemedaille errang.
Joni Huntley ist 1,73 m groß und hatte ein Wettkampfgewicht von 61 kg. Sie besuchte die Oregon State University und die California State University in Long Beach. Nach Ende ihrer aktiven Laufbahn arbeitete sie als Grundschullehrerin in Portland.